# Союз писателей

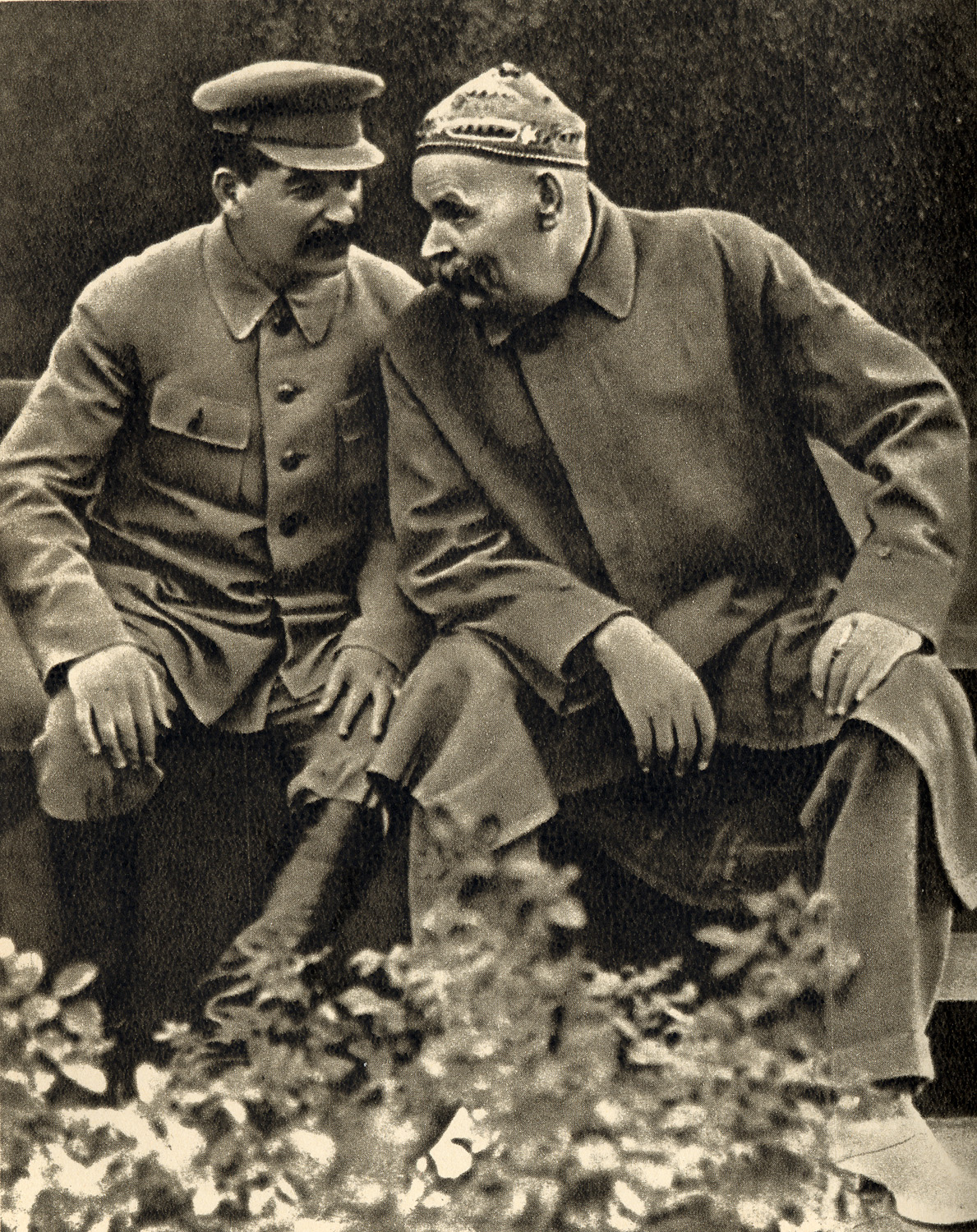
Беседа И. В. Сталина с А. М. Горьким — инициатором создания Союза писателей СССР.

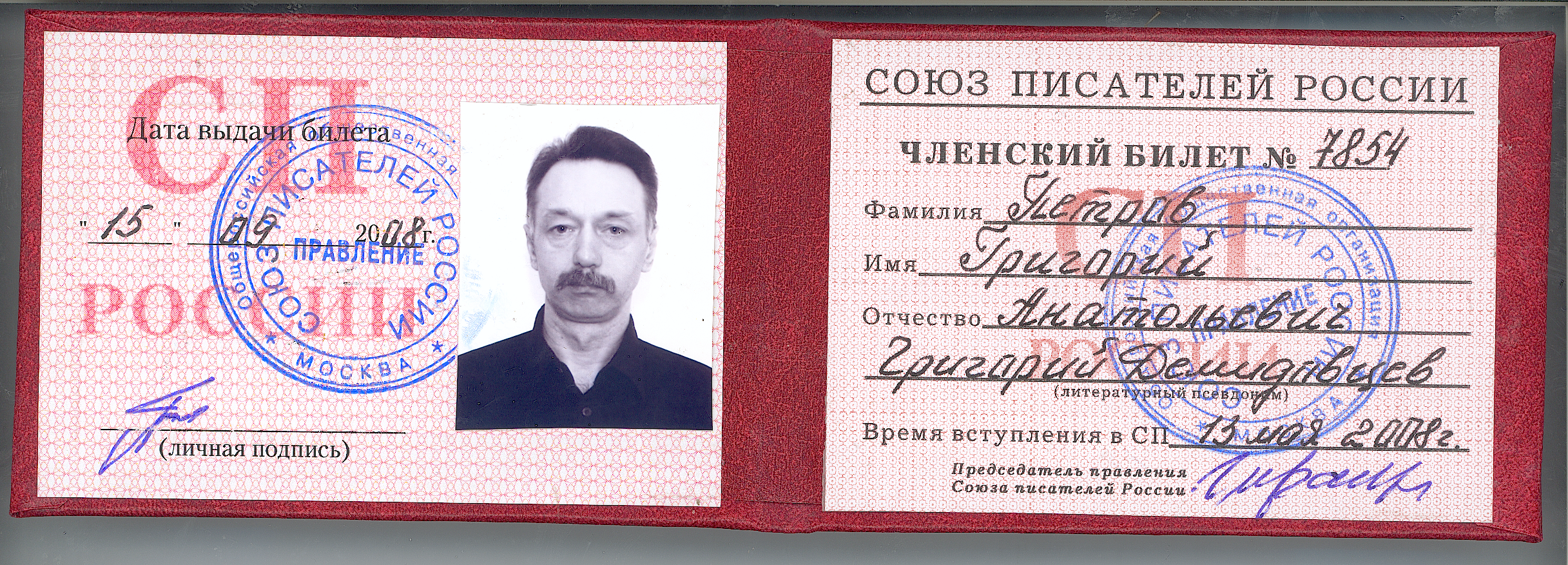
Членский билет Союза писателей России.

Сою́з писа́телей — наименование общественных организаций, объединяющих деятелей литературы в СССР, странах СНГ и некоторых других государствах.

## Союзы писателей СССР и стран СНГ
- Союз писателей СССР
- Союз писателей РСФСР
- Союз писателей России
- Союз российских писателей
- Союз писателей Москвы
- Союз писателей Азербайджана
- Союз писателей Армении
- Союз писателей Белоруссии
- Союз белорусских писателей
- Белорусский литературный союз «Полоцкая ветвь»
- Союз писателей Грузии
- Союз писателей Казахстана
- Союз писателей Киргизии
- Союз писателей Латвии
- Союз писателей Литвы
- Союз писателей Украины
- Украинский Межрегиональный союз писателей
- Союз писателей при Фонде ООН[1]

## Союзы писателей в регионах РФ
- Союз писателей Республики Башкортостан
- Союз писателей Республики Саха (Якутия)
- Союз писателей Республики Татарстан
- Союз писателей Чеченской Республики
- Союз писателей Чувашской Республики
- Союз писателей Кубани
- Союз писателей Удмуртии

## Союзы писателей других государств
- Союз китайских писателей
- Союз писателей Воеводины
- Союз писателей Румынии
- Союз писателей Сербии
- Союз польских писателей
- Союз болгарских писателей